# Xian de Taihe (Jiangxi)
Pour les articles homonymes, voir Taihe.
Le xian de Taihe (泰和县 ; pinyin : Tàihé Xiàn) est un district administratif de la province du Jiangxi en Chine. Il est placé sous la juridiction de la ville-préfecture de Ji'an.

## Démographie
La population du district était de 505 795 habitants en 1999.